# Кедорлаомер
Кедорлаоме́р (др.-евр. כדרלעמר‬, Кедор-Лаомер; в Септуагинте др.-греч. Хοδολλογομόρ, Ходоллогомо́р) или Кудур-Лагама́р (כדרלעמר‬, Кудур-Лаомар) — библейский ветхозаветный персонаж, царь Эламский, современник патриарха Авраама. Фигурирует в рассказе Книги Бытия (Быт. 14). Предпринял, в союзе с тремя другими царями Востока, поход в Ханаан, чтобы наказать возмутившихся царей пяти городов на месте нынешнего Мёртвого моря (Содома, Гоморры, Адмы, Севоим и Белы).

## Имя
Имя Кедорлаомера чисто эламитское, соотносится с именем сузанского божества Лагамар (Лагамаль) и звучит (предположительно) как Кудур- или Кутир-Лагамар, что значит «(Богиня) Лагамар — покровительница» или «слуга/служитель Лагамар» (имя божества фигурирует в именах таких эламских правителей, как Шилхина-хамру-Лагамар). В эламских царских списках имя данного царя не найдено. Ассириолог Стефани Далли предполагала, что отсутствие внебиблейских подтверждений имени царя объясняется тем, что в XVIII веке до н. э. у эламитов одновременно правили несколько правителей, и их обычно называли по титулам, а не по именам.

## Библейская история
- Быт. 14:1—3 — история четырёх царей, включая Кедорлаомера, противостоявших пяти другим царям, и соединившимся «в долине Сиддим, где ныне море Солёное» . Против 12-летнего ига Кедорлаомера выступили пять царей, бывшие у него «в порабощении» :

1. Содомский царь Беру (др.-евр. ברע‬ — дар, подарок);
2. Гоморрский царь Бирша (ברשע‬; дословно — «во зле»[3]);
3. Адмайский царь Шинав (Шинаб); (שנהב‬);
4. Севоимский царь Шемевер (שמאבר‬, шемебер — делающий крылья[4]);
5. Царь Белы.

Следствием этого была война, во время которой Кедорлаомер одержал победу над союзниками и многих пленил. Среди последних оказался и племянник патриарха Авраама, Лот, что побудило Авраама выступить на его защиту (Быт. 14:14).
- Быт. 14:5 — Кедорлаомер уничтожил исполинское (рефаимы?) племя Зузим[англ.], населявшее область Хам (предположительно древний Раббат-Аммон)[5].
- Быт. 14:7 — победив амалекитян и аморреев, Кедорлаомер оттеснил их от источника Мишпат, который есть Кадес, и от Хацацона-Тамар (Эйн-Геди)[6].
- Быт. 14:8 — вместе с сеннаарским царём Амрафелом и другими — елласарским царём Ариохом[англ.] и гоимским царём Фидалом[англ.] — отправился на запад и разрушил Содом (Быт. 14:11)[7].

## Идентификация
На так называемых «Табличках Кедорлаомера» из коллекции Британского музея упоминается некий «царь Элама» по имени Кудур-Лахгумаль (Kudur-Laḫgumal), победивший «Дур-сил-илани, сына Эри-э-Аку» и «Тудхулу». Эти таблички, написанные ориентировочно в VII—VI веках до н. э. — через тысячелетие после правления Хаммурапи и примерно в то же время, когда шла работа над сведением Книги Бытия, — используют двусмысленные имена для обозначения царей, и современные авторы склоняются к идентификации их с персонажами того времени вроде ассирийского царя Синаххериба; тогда ближайший аналог Кедорлаомера — эламский узурпатор Кутир-Наххунте IV, воевавший с ассирийцами.
Однако нередко делались попытки провести паралелли с правителями, действительно жившими во «времена Авраама» вроде вавилонского Хаммурапи (Амрафел) либо хеттского Тудхалии (Фидал). При таком «удревлении» Кудур-Лахгумалю будет соответствовать эламский суккаль-мах Кутир-Наххунте I, и правда относящийся к XVIII веку до н. э. (хотя уже и после Хаммурапи). Наконец, выдвигалось предположение относительно ещё одного эламского царя, ненадолго владевшего Вавилоном — Кутир-Наххунте III (или II).